# Бутаева, Фатима Асланбековна
Фати́ма Асланбе́ковна Бута́ева (осет. Бутаты Аслæмбеджы чызг Фатимæ 1 декабря 1907, Салугардан, Терская область, Российская Империя — 19 июня 1992, Москва) — советский физик, педагог. Лауреат Сталинской премии второй степени (1951).

## Биография
Родилась в семье известного адвоката и журналиста Асланбека Саввича Бутаева. Дядя — Казбек Саввич Бутаев. Её мама умерла, когда Фатиме было семь лет.
В 1925 году поступила в Горский педагогический институт, в 1926 перевелась на физико-математическое отделение педагогического факультета Второго Московского государственного университета. В 1932 г. окончила университет и стала работать преподавателем математики в Куйбышеве. В том же году вернулась в Москву, где в течение двух лет работала преподавателем теоретической механики в техникуме Учебного комбината Метростроя. Затем, в 1934 г., перешла на работу во Всесоюзный электротехнический институт (ВЭИ) в лабораторию источников света, возглавлявшуюся в то время В. А. Фабрикантом. Начав работу в ВЭИ в качестве инженера, впоследствии, после назначения В. А. Фабриканта на должность заведующего кафедрой, стала руководить лабораторией.
В 1937 году были репрессированы её отец и родной дядя К. С. Бутаев (реабилитированы в 1956 году), в связи с чем, в течение года находилась под угрозой увольнения из института, но в итоге уволена не была.
В годы войны находилась в эвакуации в Свердловске.
В 1943 г. возобновила работу по изучению люминесценции. В 1946 г. по результатам выполненных ею работ в области газового разряда и люминесценции защитила диссертацию на соискание учёной степени кандидата технических наук.
После организации в 1951 г. на базе ВЭИ нового Всесоюзного научно-исследовательского светотехнического института (ВНИСИ) стала работать в нём. Более двадцати пяти лет руководила в этом институте лабораторией люминесцентных ламп.
Под её руководством были подготовлены и успешно защищены многие диссертации на соискание ученой степени кандидата технических наук.
Являлась членом Учёного совета и членом Научно-технического совета ВНИСИ, работала в составе комиссии по ламповым люминофорам Совета по люминесценции АН СССР.
Скончалась 19 июня 1992 г. Похоронена на Котляковском кладбище в Москве.

## Научная деятельность
Занималась исследованиями физики газового разряда и изучением спектрального состава и интенсивности излучения ионизированных газов в широком интервале изменения токов и давлений. Совместно с В. А. Фабрикантом разработала и применила оригинальный метод исследования диффузии фотонов в плазме, основанный на применении люминесцирующих зондов. В течение ряда лет вела работу по исследованию люминесценции различных люминофоров в оптической области спектра. Практическим результатом этих работ явилась разработка и начало выпуска первых в СССР люминесцентных ламп. В 1951 году за разработку ламп этого типа Ф. А. Бутаева совместно с С. И. Вавиловым, В. Л. Левшиным, М. А. Константиновой-Шлезингер, В. А. Фабрикантом и В. И. Долгополовым была удостоена звания лауреата Сталинской премии второй степени.
Совместно с В. А. Фабрикантом и М. М. Вудынским выполнила пионерские исследования по отрицательной абсорбции света. Было установлено, что при распространении света в среде с инверсной заселенностью происходит экспоненциальное возрастание его интенсивности. Было также доказано, что для увеличения усиления необходимо многократное прохождение электромагнитной волны в среде с отрицательным коэффициентом поглощения, предложено три метода приведения сред в неравновесное состояние, рекомендовано три способа получения активных сред. Подчеркнута направленность распространения усиленной волны и отмечено, что квантовый способ усиления электромагнитных волн пригоден для волн, принадлежащих различным участкам спектра, включая инфракрасный, видимый и ультрафиолетовый диапазоны. На основе полученных результатов авторами был сформулирован новый принцип усиления света, позже положенный в основу действия лазеров.
В 1951 г. В. А. Фабрикант, Ф. А. Бутаева и М. М. Вудынский оформили заявку на научное открытие и две заявки на изобретения «Способ усиления электромагнитных волн» и «Использование многократных прохождений усиливаемой электромагнитной волны в неравновесных средах». В первой из заявок на изобретение было сформулировано:
Метод усиления электромагнитного излучения, отличающийся тем, что усиливаемое излучение пропускается через среду, в которой с помощью вспомогательного излучения или другими способами создается избыточная по сравнению с равновесной концентрация атомов, других частиц или систем, находящихся на верхних, возбужденных уровнях.
Такая формулировка является точным описанием способа усиления света, используемого во всех лазерах.
Упомянутые работы по квантовому способу усиления света во многом опередили своё время и не получили своевременной адекватной оценки. Так, положительное решение по заявке на способ усиления света (Авторское свидетельство № 123 209 с приоритетом от 18 июня 1951 г.) было принято лишь в 1959 г., то есть через восемь лет после её оформления.
В итоге, хотя и со значительной задержкой во времени, научная новизна работ и их революционный характер получили полное признание. В 1964 году Ф. А. Бутаевой, В. А. Фабриканту и М. М. Вудынскому был выдан диплом о научном открытии «Явление усиления электромагнитных волн (когерентное излучение)» № 12 с приоритетом от 18 июня 1951 г, а само открытие было внесено в Государственный реестр научных открытий СССР. Тем самым, было официально признано, что указанные работы «внесли коренные изменения в уровень познания».

## Изобретения
- «Газоразрядная лампа низкого давления»
- «Люминесцентная лампа низкого давления» и другие.

## Награды
- Сталинская премия второй степени (1951) — за разработку люминесцентных ламп
- Орден «Знак Почёта»
- Медаль За трудовую доблесть
- Медали

## Основные работы
- Бутаева Ф. А., Фабрикант В. А. О резонансном излучении разряда в смеси ртути и аргона // Известия АН СССР. Сер. физическая. 1945, т. IX, № 3.
- Бутаева Ф. А., Фабрикант В. А. Влияние параметров разряда на интенсивность линий 1850 и 2537 Å в люминесцентных лампах // Известия АН СССР. Сер. физическая. 1949, т. XIII, № 2.
- Бутаева Ф. А., Фабрикант В. А. Исследования при помощи люминесцирующих зондов в области 500—1200 Å// Журнал технической физики, 1956, т. 26.
- Бутаева Ф. А., Фабрикант В. А. Чувствительность люминофоров для люминесцентных ламп в коротковолновом ультрафиолетовом излучении // Известия АН СССР. Сер. физическая, 1957, т. 21, № 4.
- Фабрикант В. А., Бутаева Ф. А. Оптика среды с отрицательным коэффициентом поглощения // Сб. «Экспериментальные и теоретические исследования по физике». — АН СССР, 1959.